# Casana
Casana é um gênero de mariposa pertencente à família Acrolophidae.